# Кебратское сельское поселение
Кебратское сельское поселение — упразднённое муниципальное образование в Гайнском районе Пермского края России.
Административный центр — посёлок Кебраты.

## История
Образовано в 2004 году. Упразднено в 2019 году в связи с преобразованием муниципального района в единый муниципальный округ.

## Население
| 2010  | 2012  | 2013  | 2014  | 2015  | 2016  | 2017  |
| ----- | ----- | ----- | ----- | ----- | ----- | ----- |
| 1452  | ↘1373 | ↘1312 | ↘1268 | ↘1236 | ↘1198 | ↘1162 |
| 2018  | 2019  |       |       |       |       |       |
| ↘1138 | ↘1124 |       |       |       |       |       |

## Населённые пункты
В состав поселения входили 4 посёлка: 
| № | Населённый пункт | Тип     | Население |
| - | ---------------- | ------- | --------- |
| 1 | Верхний Будым    | посёлок | 257       |
| 2 | Жемчужный        | посёлок | 240       |
| 3 | Кебраты          | посёлок | 858       |
| 4 | Шордын           | посёлок | 97        |